# Нива
Вижте пояснителната страница за други значения на Нива.
Нива е обработваема земя, използвана за засяване на селскостопански култури, най-често житни растения. В миналото нивите са били обработвани с рало или брана. Засяването е ставало на ръка, като семето се слагало в кринче и се разпръсквало с ръка. Нивите се наторявали с оборски тор. Жътвата се извършвала със сърп, който имал назъбено острие.
Постепенно в селското стопанство навлизат технологиите и нивите започват да се обработват с машини – трактори, комбайни, веялки и други.